# Eugymnomyza
Eugymnomyza – rodzaj ptaków z rodziny miodojadów (Meliphagidae).

## Występowanie
Rodzaj obejmuje gatunki występujące na Fidżi i Nowej Kaledonii.

## Morfologia
Długość ciała 25–42,5 cm, masa ciała 152–284 g (samce są większe i cięższe od samic).

## Systematyka
Rodzaj zdefiniował w 1855 roku norweski zoolog Leonhard Hess Stejneger w serii wydawniczej The standard natural history i nadając mu nazwę Leptomyza, jednak nazwa ta okazała się zajęta przez rodzaj muchówek, który opisał w 1835 roku francuski entomolog Pierre-Justin-Marie Macquart. Następną dostępną nazwą była nazwa Gymnomyza, którą ukuł w 1914 roku niemiecki ornitolog Anton Reichenow na łamach czasopisma Journal für Ornithologie, lecz również ta nazwa okazała się młodszym homonimem rodzaju muchówek, który opisał w 1810 roku szwedzki entomolog i botanik Carl Fredrik Fallén, dlatego w 2022 roku międzynarodowy zespół ornitologów (Amerykanin Michael J. Andersen, Brytyjczycy Steven Martin Stewart Gregory i Edward Clive Dickinson, Fidżyjczyk Dick Watling oraz Nowozelandczyk Richard Paul Scofield) nadał temu taksonowi nową nazwę – Eugymnomyza. Gatunkiem typowym jest (oryginalne oznaczenie) miodowiec czerwonolicy (Eugymnomyza aubryana).

### Etymologia
- Leptomyza: gr. λεπτος leptos „delikatny, smukły”; łac. myza „miodojad”, od gr. μυζαω muzaō „ssać”[6]. Gatunek typowy (oznaczenie monotypowe): Leptornis aubryanus J. Verreaux & Des Murs, 1860.
- Gymnomyza: gr. γυμνος gumnos „goły, nagi”; rodzaj Myza Meyer & Wiglesworth, 1895 (miodownik)[7].
- Eugymnomyza: gr. ευ eu „dobry”; rodzaj Gymnomyza Reichenow, 1914[1][8].

### Podział systematyczny
Do rodzaju należą następujące gatunki:
- Eugymnomyza viridis (E.L. Layard, 1875) – miodowiec zielony
- Eugymnomyza brunneirostris (Mayr, 1932) – miodowiec jednobarwny
- Eugymnomyza aubryana (J. Verreaux & Des Murs, 1860) – miodowiec czerwonolicy